# Eric Cooper
Eric Eugene Cooper (* 22. August 1967 in Kalifornien) ist ein ehemaliger US-amerikanischer Basketballspieler.

## Laufbahn
Der aus Los Angeles stammende Cooper, ein 1,93 Meter messender, auf der Position zwei eingesetzter Spieler, war von 1985 bis 1987 Mitglied der Hochschulmannschaft der University of Arizona, blieb aber Ergänzungsspieler. Dies änderte sich an der University of Texas at San Antonio, für deren Mannschaft Cooper von 1987 bis 1989 auflief. Insbesondere im Spieljahr 1988/89 verbuchte er gute Werte, als er 18,7 Punkte, 3,1 Rebounds sowie 2,4 Vorlagen je Begegnung erzielte. Er studierte Psychologie.
Im Sommer 1991 bestritt er mit einer Auswahlmannschaft während einer Rundreise Spiele in den skandinavischen Ländern, in den Niederlanden, Jugoslawien und Nordafrika. In der Saison 1991/92 stand Cooper zunächst bei der Mannschaft Basketball Stars Weert in den Niederlanden unter Vertrag und erzielte in drei Einsätzen im Schnitt 21 Punkte. Im Dezember 1991 wechselte er zum SC Rist Wedel in die 2. Basketball-Bundesliga, stieg mit der Mannschaft im Frühjahr 1992 aber aus der zweithöchsten deutschen Spielklasse ab.
1992/93 spielte Cooper bei Olimpija Ljubljana, mit der Mannschaft trat er auch im Europapokal an. Zur Saison 1993/94 wechselte er zu Steiner Bayreuth in die Basketball-Bundesliga, später endete die Zusammenarbeit aufgrund einer Knieverletzung Coopers, er wurde in Bayreuth durch seinen Landsmann Steven Key ersetzt. Im Spieljahr 1994/95 stand er bei M7 Borås in der ersten Liga Schwedens unter Vertrag. Während seiner Profikarriere spielte er zeitweise auch für Mannschaften in der Ukraine sowie in Mexiko.

### Trainer
Im Anschluss an seine Spielerlaufbahn wurde Cooper Trainer. In den WNBA-Spielzeiten 2001 und 2002 war er Co-Trainer von Phoenix Mercury, in denselben beiden Jahren war er außerhalb der WNBA-Saison Co-Trainer von Southern California Surf in der ABA und arbeitete in diesem Amt als Assistent von Scott Brooks. 2004 arbeitete Cooper bis Mitte November des Jahres als Cheftrainer und Sportlicher Leiter der Ontario Warriors (ebenfalls ABA). 2005 betreute Cooper im Jugendspielbetrieb AAU eine Mannschaft als Trainer, die von Baron Davis finanziert wurde und mit der er die US-Meisterschaft in der Altersklasse U12 gewann. Zu Coopers Spielern in dieser Mannschaft gehörte dabei sein Neffe C.J.
Zwischen 2007 und 2012 arbeitete er als Cheftrainer der Lutheran High School im kalifornischen La Verne, 2010 und 2011 gewann die Mannschaft unter seiner Leitung jeweils einen regionalen Meistertitel, insgesamt gab es während Coopers Amtszeit 132 Siege und 30 Niederlagen. Zu seinen Schützlingen an der Lutheran High School gehörte der spätere Profi Grant Jerrett (unter anderem Oklahoma City Thunder und Ratiopharm Ulm). Von 2012 bis 2014 war Cooper Trainer der St. Anthony High School in Long Beach.  Er hatte von 2014 bis 2017 das Traineramt an der Diamond Ranch High School (ebenfalls Kalifornien) inne, im August 2019 wurde Cooper im selben US-Bundesstaat Trainer an der Chino High School. Neben seinen Tätigkeiten als Trainer im Schulbereich gründete er die in Pomona ansässige „Cooper International Academy“, mit der er Spieler auf die Anforderungen des Hochschulniveaus vorbereitet.
Sein ebenfalls Eric genannter Sohn stand in Teilen der Saison 2019/20 beim deutschen Zweitligisten Bayer Leverkusen unter Vertrag, auch seine Tochter Ebony wurde Basketballspielerin.